# Antônio Cançado Trindade
Antônio Augusto Cançado Trindade (Belo Horizonte, Minas Gerais, Brasil, 17 de septiembre de 1947 - Brasilia, 29 de mayo de 2022) fue un abogado, jurista de derecho internacional y juez brasileño. Su último cargo fue como juez en la Corte Internacional de Justicia, cargo que desempeñó desde el 6 de febrero de 2009 hasta su fallecimiento en 2022. Fue también miembro y presidente de la Corte Interamericana de Derechos Humanos. 

## Carrera profesional
Se graduó en Derecho por la Universidad Federal de Minas Gerais, en 1969. Desde 1978 es profesor titular de Relaciones Internacionales y Derecho Internacional Público en la Universidad de Brasilia, y desde 1979 en el Instituto Rio Branco. Obtuvo un máster en Derecho Internacional por la Universidad de Cambridge (1973), y un Doctorado en Derecho Internacional por la misma universidad (1977), con la tesis titulada Developments in the Rule of Exhaustion of Local Remedies in International Law.
Cançado se desempeñó como Consejero Legal del Ministerio de Relaciones Exteriores de Brasil de 1985 a 1990. El abogado también fue integrante de la Comisión de Asesores de la UNESCO para el Derecho a la Paz como Derecho Humano; supervisor de investigación en el proyecto sobre Ley Internacional Humanitaria y Derecho Consuetudinario del Comité Internacional de la Cruz Roja.
Fue juez de la Corte Interamericana de Derechos Humanos desde 1995 hasta 2008, siendo electo presidente del organismo de 1999 a 2004.
Cançado fue profesor ayudante en la Academia de Derecho Internacional de La Haya, en los cursos del Comité Jurídico Interamericano, en el Instituto Internacional de Derechos Humanos (Estrasburgo) y en el Instituto Interamericano de Derechos Humanos (San José, Costa Rica). Ha sido profesor visitante en varias universidades, entre ellas, las de Columbia (1998) y París II (1988-1989). Así mismo, fue profesor en el Instituto de Derechos Humanos de la Universidad de Utrecht
Recibió el Doctorado Honoris Causa por la Universidad Central de Chile, la Universidad Nacional de La Plata, la Universidad Americana de Paraguay, la Pontificia Universidad Católica de Perú, y el título de Profesor Honoris Causa por la Universidad del Rosario de Bogotá y la Universidad Nacional Mayor de San Marcos.